# Jourdanton
Jourdanton – miasto w Stanach Zjednoczonych, w stanie Teksas, w hrabstwie Atascosa. W 2000 roku liczyło 3 732 mieszkańców.